# Englische Cricket-Nationalmannschaft in Indien in der Saison 1984/85
Die Tour der englischen Cricket-Nationalmannschaft nach Indien in der Saison 1984/85 fand vom 28. November 1984 bis zum 27. Januar 1985 statt. Die internationale Cricket-Tour war Bestandteil der Internationalen Cricket-Saison 1984/85 und umfasste fünf Tests und fünf ODIs. England gewann die Test-Serie 2–1 und die ODI-Serie 4–1.

## Vorgeschichte
Indien spielte zuvor eine Tour in Pakistan, für England war es die erste Tour der Saison.
Das letzte Aufeinandertreffen der beiden Mannschaften bei einer Tour fand in der Saison 1982 in England statt.

## Stadien
Die folgenden Stadien wurden für die Tour als Austragungsort vorgesehen.
| Stadion                              | Stadt      | Kapazität | Spiele  |
| ------------------------------------ | ---------- | --------- | ------- |
| M. Chinnaswamy Stadium               | Bangalore  | 42.000    | 3. ODI  |
| Wankhede Stadium                     | Bombay     | 33.000    | 1. Test |
| Sector 16 Stadium                    | Chandigarh | 30.000    | 5. ODI  |
| Barabati Stadium                     | Cuttack    | 45.000    | 2. ODI  |
| Feroz Shah Kotla                     | Delhi      | 48.000    | 2. Test |
| Green Park Stadium                   | Kanpur     | 33.000    | 5. Test |
| Eden Gardens                         | Kalkutta   | 82.000    | 3. Test |
| M. A. Chidambaram Stadium            | Madras     | 46.000    | 4. Test |
| Vidarbha Cricket Association Stadium | Nagpur     | 45.000    | 4. ODI  |
| Nehru Stadium                        | Pune       | 25.000    | 1. ODI  |

## Kaderlisten
| Test | Test | ODI | ODI |
| Indien | England | Indien | England |
| --- | --- | --- | --- |
| - Mohinder Amarnath - Mohammad Azharuddin - Kapil Dev - Anshuman Gaekwad - Sunil Gavaskar - Syed Kirmani - Ashok Malhotra - Sandeep Patil - Manoj Prabhakar - Chetan Sharma - Gopal Sharma - Ravi Shastri - Laxman Sivaramakrishnan - Kris Srikkanth - Dilip Vengsarkar - Shivlal Yadav | - Norman Cowans - Chris Cowdrey - Paul Downton - Phil Edmonds - Richard Ellison - Neil Foster - Graeme Fowler - Mike Gatting - David Gower - Allan Lamb - Pat Pocock - Tim Robinson | - Mohinder Amarnath - Mohammad Azharuddin - Roger Binny - Kapil Dev - Sunil Gavaskar - RajinderSingh Ghai - Kiran More - Parthiv Patel - Sandeep Patil - Manoj Prabhakar - Lalchand Rajput - Thirumalai Sekhar - Chetan Sharma - Yashpal Sharma - Ravi Shastri - Kris Srikkanth - Dilip Vengsarkar - Sadanand Viswanath | - Jonathan Agnew - Norman Cowans - Chris Cowdrey - Paul Downton - Phil Edmonds - Richard Ellison - Neil Foster - Graeme Fowler - Bruce French - Mike Gatting - David Gower - Allan Lamb - Vic Marks - Martyn Moxon - Tim Robinson |

## Tour Matches
| 13. – 15. November Scorecard | Jaipur | India Board President’s XI 198-5 (85.1) & 117-3 (39) | – | England XI 444-8d (119) |
|                              |        | Remis                                                |   |                         |

| 17. – 19. November Scorecard | Ahmedabad | England XI 216 (58.5) & 117 (59)                      | – | India Under-25s 392-6d (120.2) |
|                              |           | India Under-25s gewinnt mit einem Innings und 59 Runs |   |                                |

| 21. – 24. November Scorecard | Rajkot | England XI 458-3d (135) & 138-7 (52.5) | – | West Zone 393-7d (138.2) |
|                              |        | Remis                                  |   |                          |

| 7. – 9. Dezember Scorecard | Bombay | North Zone 186 (79.1) & 176-3 (55) | – | England XI 377 (102) |
|                            |        | Remis                              |   |                      |

| 19. – 21. Dezember Scorecard | Guwahati | England XI 290 (102.3)                         | – | East Zone 117 (85) & 52 (30.4) (f/o) |
|                              |          | England gewinnt mit einem Innings und 121 Runs |   |                                      |

| 7. – 10. Januar Scorecard | Secunderabad | South Zone 306 (81.4) & 259-8d (86) | – | England XI 334 (111.4) & 132-5 (30) |
|                           |              | Remis                               |   |                                     |

## Tests

### Erster Test in Bombay
| 28. November – 3. Dezember Scorecard | Bombay (WS) | England 195 (96.2) & 317 (135) | – | Indien 465-8d (137) & 51-2 (15.1) |
|                                      |             | Indien gewinnt mit 8 Wickets   |   |                                   |

### Zweiter Test in Delhi
| 12. – 17. Dezember Scorecard | Delhi | Indien 307 (125.2) & 235 (103.4) | – | England 418 (169.1) & 127-2 (23.4) |
|                              |       | England gewinnt mit 8 Wickets    |   |                                    |

### Dritter Test in Kalkutta
| 31. Dezember – 5. November Scorecard | Kalkutta | Indien 437 (200) & 29-1 (18) | – | England 276 (100.3) |
|                                      |          | Remis                        |   |                     |

### Vierter Test in Madras
| 13. – 18. Januar Scorecard | Madras | Indien 272 (67.5) & 412 (122.5) | – | England 652-7d (175) & 35-1 (8) |
|                            |        | England gewinnt mit 9 Wickets   |   |                                 |

### Fünfter Test in Kanpur
| 31. Januar – 5. Februar Scorecard | Kanpur | Indien 553-8d (165) & 97-1d (13) | – | England 417 (188.5) & 91-0 (36) |
|                                   |        | Remis                            |   |                                 |

## One-Day Internationals

### Erstes ODI in Pune
| 5. Dezember Scorecard | Pune | Indien 214-6 (45/45)          | – | England 215-6 (43.2/45) |
|                       |      | England gewinnt mit 4 Wickets |   |                         |

### Zweites ODI in Cuttack
| 27. Dezember Scorecard | Cuttack | Indien 252-5 (49/49)                       | – | England 241-6 (46/46) |
|                        |         | England gewinnt mit 1 Run (Revised Target) |   |                       |

### Drittes ODI in Bangalore
| 20. Januar Scorecard | Bangalore | Indien 205-6 (46/46)          | – | England 206-7 (45/46) |
|                      |           | England gewinnt mit 3 Wickets |   |                       |

### Viertes ODI in Nagpur
| 23. Januar Scorecard | Nagpur | England 240-7 (50)           | – | Indien 241-7 (47.4) |
|                      |        | Indien gewinnt mit 3 Wickets |   |                     |

### Fünftes ODI in Chandigarh
| 27. Januar Scorecard | Chandigarh | England 121-6 (15/15)      | – | Indien 114-5 (15/15) |
|                      |            | England gewinnt mit 7 Runs |   |                      |